# Sigrid Toresdotter
Sigrid Toresdotter var søster til Tore Hund og Sigurd Toresson. Hun var gift med Olve Grjotgardsson. De havde mindst to sønner; Tore og Grjotgard. Efter at Olve blev dræbt af Olav Haraldsson i 1021, blev Sigrid og alt Olves tidligere ejendom givet til Kalv Arnesson.